# Sakhir

El Circuit de Bahrain situat a la ciutat

Sakhir (àrab: الصخير, aṣ-Ṣaẖīr) és una ciutat de Bahrain situada en una zona desèrtica prop de Zallaq. S'espera que Sakhir sigui la nova capital del país.